# Ban (jednotka objemu)
Ban je stará jednotka objemu používaná v Thajsku.

## Převodní vztahy
- 1 ban = 1000 l = 1000 tchanán; případně 1600 l = 1600 tchanán. Bývá také uváděna přesná hodnota 1472 l.